# NGC 5679
NGC 5679 (другие обозначения — NGC 5679B, IRAS14326+0534, UGC 9383, ZWG 47.110, MCG 1-37-35, VV 458, KCPG 427B, ARP 274, PGC 52132) — спиральная галактика (Sb) в созвездии Дева.
Этот объект занесён в новый общий каталог несколько раз, с обозначениями NGC 5679, NGC 5679B.
Галактика входит в число перечисленных в оригинальной редакции нового общего каталога.
Также она указана в Атласе пекулярных галактик Хэлтона Арпа как Arp 274.
В галактике вспыхнула сверхновая SN 1982D. Её пиковая видимая звёздная величина составила 18.